# Ipoderma

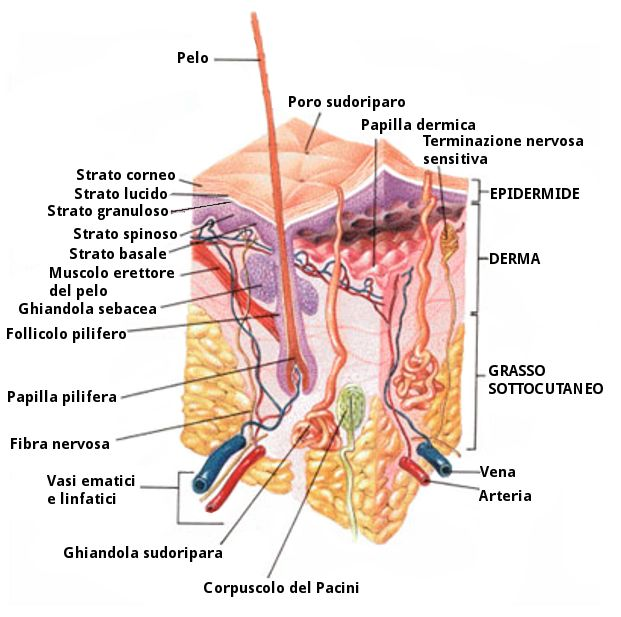
Strati della cute

L'ipoderma o tela sottocutanea si trova al di sotto della pelle e in particolare sotto il derma, da cui non è possibile differenziarlo in maniera netta. La distribuzione e lo spessore dell'ipoderma sono molto variabili. Lo spessore oscilla tra i 0,5 e i 2 cm, risultando minore laddove la pelle è a contatto diretto con osso o cartilagine (come la volta cranica, il naso, il padiglione auricolare) e maggiore in altre sedi (glutei, palmo delle mani o pianta dei piedi). Nelle donne è più omogeneamente distribuita e più spessa, rendendo meno evidente la muscolatura.
Mette in rapporto il derma con i tessuti sottostanti (come la fascia superficiale comune del corpo oppure direttamente ossa o cartilagine) permettendo anche un reciproco scorrimento consentendo di sollevare la pelle in pieghe.
Un ipoderma particolarmente ricco di adipociti viene definito pannicolo adiposo sottocutaneo.

## Struttura
Nell'ipoderma si individuano tre strati di tessuto connettivo, non sempre facilmente separabili, detti, dal più superficiale al più profondo, lamina superficiale, lamina intermedia e lamina profonda della tela sottocutanea che possono presentare spessori e caratteristiche diverse a seconda delle regioni del corpo.

### Lamina superficiale
La lamina superficiale è costituita da tessuto connettivo lasso ed in questo strato si accumulano le riserve di grassi sotto forma di adipociti. Questo tessuto adiposo, se presente in sensibile quantità, si organizza in aggregati anche di grandi dimensioni che prendono il nome di pannicolo adiposo della tela sottocutanea. È detta anche strato aerolare.

### Lamina intermedia
La lamina intermedia, costituita da tessuto connettivo denso, prende anche il nome di fascia superficiale per distinguerla dalla fascia profonda, anch'essa formata da connettivo denso, che riveste i sottostanti muscoli scheletrici. Sulla maggior parte del corpo dei mammiferi la fascia superficiale si sdoppia in due foglietti che avvolgono un ampio muscolo di forma laminare, detto muscolo pellicciaio, che permette all'animale di scuotere la propria pelle come nell'atto di asciugare la pelliccia. Evolvendosi l'uomo ha perso tale muscolo, tuttavia ne restano alcuni segmenti costituiti dal muscolo platisma, detto anche muscolo pellicciaio del collo, ed i muscoli mimici.

### Lamina profonda
La lamina profonda della tela sottocutanea infine, composta anch'essa di tessuto connettivo denso, ha la funzione di separare i movimenti della fascia superficiale e quindi di tutta la pelle da quelli della fascia profonda e dei muscoli che questa riveste. È detta anche strato lamellare.